# Het geheim der blauwe aarde
Tom Poes ontdekt het geheim der blauwe aarde (boekuitgaven: Het geheim der blauwe aarde, soms ook De laarzenreuzen) is het eerste verhaal van Phiny Dick en Marten Toonder uit de Bommelsaga-reeks. De eerste aflevering van het verhaal verscheen op 16 maart 1941 en het liep tot 18 april 1941 in stroken in De Telegraaf. In de heruitgave van de 177 werken heeft het verhaal toch weer de originele titel: Avonturen van Tom Poes.

## Samenvatting
Tom Poes woont in een groot woud en krijgt daar ruzie met de kwaadaardige dwerg Pikkin, die in staat blijkt uit blauwe aarde reuzen te laten groeien, marcherend op laarzen. Deze beroven de Markies van Muizenis van al zijn goud. Tom Poes belooft het goud terug te brengen, hij bedenkt een plan om de reuzen op de kwade laarzen onschadelijk te maken en om goedaardige reuzen op klompen te kweken. Aan het einde van het verhaal vertelt Tom Poes de markies waar hij de gebonden dwerg kan ophalen.

## Achtergrond
Dat deze strip in de bezettingstijd kon verschijnen is verbazingwekkend, want de anti-Duitse (althans antimilitaire) en nationalistische (klompen) boodschap is nogal duidelijk. Wel is Toonder door de Duitse bezetter onderzocht, maar na een maand mocht de strip weer verschijnen.
Toonders vader, Marten Toonder Sr., zou in 1933 gezegd hebben: “Als je nu in Duitsland laarzen in de grond plant, komen er soldaten uit.” Toonder gebruikte dit gegeven eerder voor een verhaal van Thijs IJs; het is het 21e verhaal van Thijs IJs, Thijs IJs bestrijdt de reuzen van Pakkijs.
De dwerg is in dit verhaal nog anoniem, pas in het tweede verhaal valt zijn naam Pikkin.
Uit de tekst van de verhalen blijkt vrijwel nooit dat de personages dieren zijn. Maar in aflevering 15 wordt melding gemaakt van de staart van Tom Poes.

## Titel
In De Telegraaf staat boven elke strook van dit verhaal de titel Avonturen van Tom Poes. Dit was kennelijk niet bedoeld bedoeld als titel van het verhaal maar van de hele Bommelsaga avant la lettre. Boven de eerste strook van dit eerste verhaal staat daaronder Tom Poes ontdekt het geheim der blauwe aarde, als titel van het verhaal. Bij de volgende verhalen staat boven elke strook niet Avonturen van Tom Poes maar alleen de titel van het verhaal.

## Voetnoten
1. ↑   Volgens Toonder zijn de eerste zes strips van tekst voorzien door zijn vrouw Phiny, daarna zou hij het werk aarzelend hebben overgenomen.
2. ↑   
Het plaatsen van de Tom Poes-strip in De Telegraaf was een groot succes voor zowel Toonder als voor de krant. Toonder kreeg de strikte opdracht om tekst en tekeningen gescheiden te houden, hij mocht dus geen ballonstrips maken. Verder mochten er ook geen verwijzingen zijn naar actuele onderwerpen. Winkelende Duitse soldaten werden daarom voorgesteld als rovende reuzen, aldus Marten Toonder in Het geluid van bloemen.
3. ↑  Tom Poes en het geheim van de blauwe aarde | De Bommel schatkamer. www.heerbommel.info. Geraadpleegd op 24 september 2023.
4. ↑  Dat lukt door hun laarzen uit te trekken, waardoor ze weer verdwijnen.
5. ↑  We schrijven 1941, het land van de klompendragers is door militairen met laarzen bezet.
6. ↑   (28 januari 2025). Volledige werken (Marten Toonder). Wikipedia. Deel 1, p. 12.
7. ↑  Toonder, Marten (1992). Vroeger was de aarde plat. Autobiografie Deel I, 1912-1939. De Bezige Bij, p. 172. ISBN 9023432584.
8. ↑  Toonder, Marten (1993). Het geluid van bloemen. Autobiografie Deel II, 1939-1945. De Bezige Bij, p. 72-73. ISBN 9023433300.
9. ↑  Spa, Hans A. (zonder jaar). Thijs IJs. onuitgegeven, p. 10, 20-21.